# Громыко, Василий Викторович
Василий Викторович Громыко (9 апреля 1932, Навля, Западная область — 3 мая 2017, Москва) — советский борец классического стиля, тренер. Мастер спорта СССР (1956). Заслуженный тренер СССР (1965). Судья всесоюзной категории (1966). Заслуженный работник физической культуры Российской Федерации. Почётный работник высшего профессионального образования Российской Федерации.
Ректор Омского института физкультуры (1972—1981). Президент и член учёного совета Московской государственной академии физической культуры. Профессор.

## Биография
В молодости был членом сборной команды СССР по классической борьбе. Успешно совмещал спортивную и тренерскую деятельность. Был тренером ДЮСШ. Пиком его тренерской карьеры стал пост главного тренера сборной команды СССР. Готовил сборную к восьми чемпионатам мира, семи чемпионатам Европы и Олимпийским играм в Мюнхене.
Им было подготовлено 58 мастеров спорта, из которых 13 стали мастерами спорта международного класса и заслуженными мастерами спорта. В 1969 году стал лауреатом всесоюзного конкурса ВЦСПС, а в 1970 году — лауреатом всесоюзного конкурса среди тренеров СССР по Олимпийским видам спорта.
С 1971 года — ректор Омского института физкультуры. С 1981 года был заместителем председателя Комитета по физической культуре и спорту Совета Министров РСФСР, с 1986 года — заместитель председателя Госкомспорта СССР. В 1991 году стал руководителем Московского областного государственного института физической культуры. В 1994 году институт был преобразован в Московскую государственную академию физической культуры. В 1997 году стал советником ректора. Автор более чем 100 печатных работ по подготовке спортивных резервов.
Умер 3 мая 2017 года. Похоронен в Москве на Троекуровском кладбище, участок 19а.

## Известные воспитанники
- Игуменов, Виктор Михайлович — чемпион СССР, Европы и мира, Заслуженный тренер СССР.
- Кармацких, Алексей Алексеевич — чемпион и призёр чемпионатов СССР, призёр чемпионата мира, мастер спорта СССР международного класса.
- Кочнев, Анатолий Павлович — чемпион и призёр чемпионатов СССР, призёр чемпионата Европы, мастер спорта СССР международного класса.
- Тимашев, Хафиз Шайхуллаевич — чемпион СССР, мастер спорта СССР международного класса.

## Награды
- Благодарность Президента Российской Федерации (6 января 1997 года) — за высокие спортивные достижения на XXVI летних Олимпийских играх 1996 года[2].